# El ciudadano Gómez
Cidadão Gómez é uma série mexicana de comédia de situação criada e protagonizada por Roberto Gómez Bolaños e produzida pela Televisión Independiente de México (posteriormente, Televisa) e exibida pela primeira vez em 25 de janeiro de 1969 no Canal 8.

## História
Para inicial as transmissões do Canal 8, em 25 de janeiro de 1969, nos antigos estúdios cinematográficos San Ángel Inn, na capital asteca, os diretores da TIM prepararam um programa inaugural cujo roteiro encomendaram ao escritor Roberto Gómez Bolaños.
Além disso, encarregaram-no de escrever uma série de humor em que o protagonista era um homem que se intrometia em tudo para defender os mais necessitados, daí surgir a série intitulada "Cidadão". O criador, então, pediu para que Roberto escrevesse um breve diálogo. Ao entregar o texto, Bolaños perguntou em que utilizariam.
| “ | Me responderam que serviria para fazer uma seleção de atores, na qual, obviamente me incluí. Todos nós, atores conhecidos e desconhecidos que interpretamos o personagem, contamos com a ajuda de Rubén Aguirre. Aquela foi a primeira ocasião em que eu e ele atuamos juntos. O veredito estava nas mãos dos executivos da TIM, que me escolheram, mas também me pediram para complementar o título do programa com o sobrenome do cidadão em questão. E como deixaram a escolha para mim, coloquei meu próprio sobrenome. | ” |

### Concepção
Apesar de o projeto estrear somente após vários meses depois de ser gravado, como estratégia para competir abertamente com a programação do Canal 2, "Cidadão Gómez" alcançou o primeiro lugar na audiência. Em 1994, já na Televisa, Roberto retomou o esquete e apresentou-o em "Com Humor", programa alternativo de Chespirito, transmitido às sextas-feiras. Já no primeiro capítulo, descobre-se que o acidente do protagonista foi provocado por um serviço ineficiente na oficina mecânica em que levou seu carro: os freios não foram revisados.

## Sinopse
A trama relatava a vida de um personagem que perdeu a memória em um acidente automobilístico e que, por conta disso, acaba se metendo em situações cômicas em sua ansiedade para ajudar os mais necessitados, portanto, era conhecido como um intrometido.

## Elenco
Roberto Gómez Bolaños protagonizou a série interpretando o ingênuo e intrometido cidadão Gómez ao lado de Rubén Aguirre, Ramón Valdés e María Antonieta de las Nieves. O projeto, de apenas treze programas, contou também com a participação do cantor Chava Flores. Ele encarnava diversos personagens e enriquecia o desenvolvimento de cada capítulo com a ajuda de canções que faziam alusão à trama. Essas intervenções encerravam cada um dos blocos em que se dividia o programa, que tinha como tema musical "Sábado Distrito Federal", uma de suas canções mais famosas.